# Szczęsny Adaukt Charlęski
Szczęsny (Feliks) Adaukt Charlęski herbu Bończa – podkomorzy kijowski w latach 1580–1600, chorąży kijowski w latach 1570–1580, dworzanin królewski w 1568 roku.
Poseł województwa kijowskiego na sejm 1576/1577 roku, sejm 1585 roku, sejm 1598 roku.